# Cheyenne Frontier Days

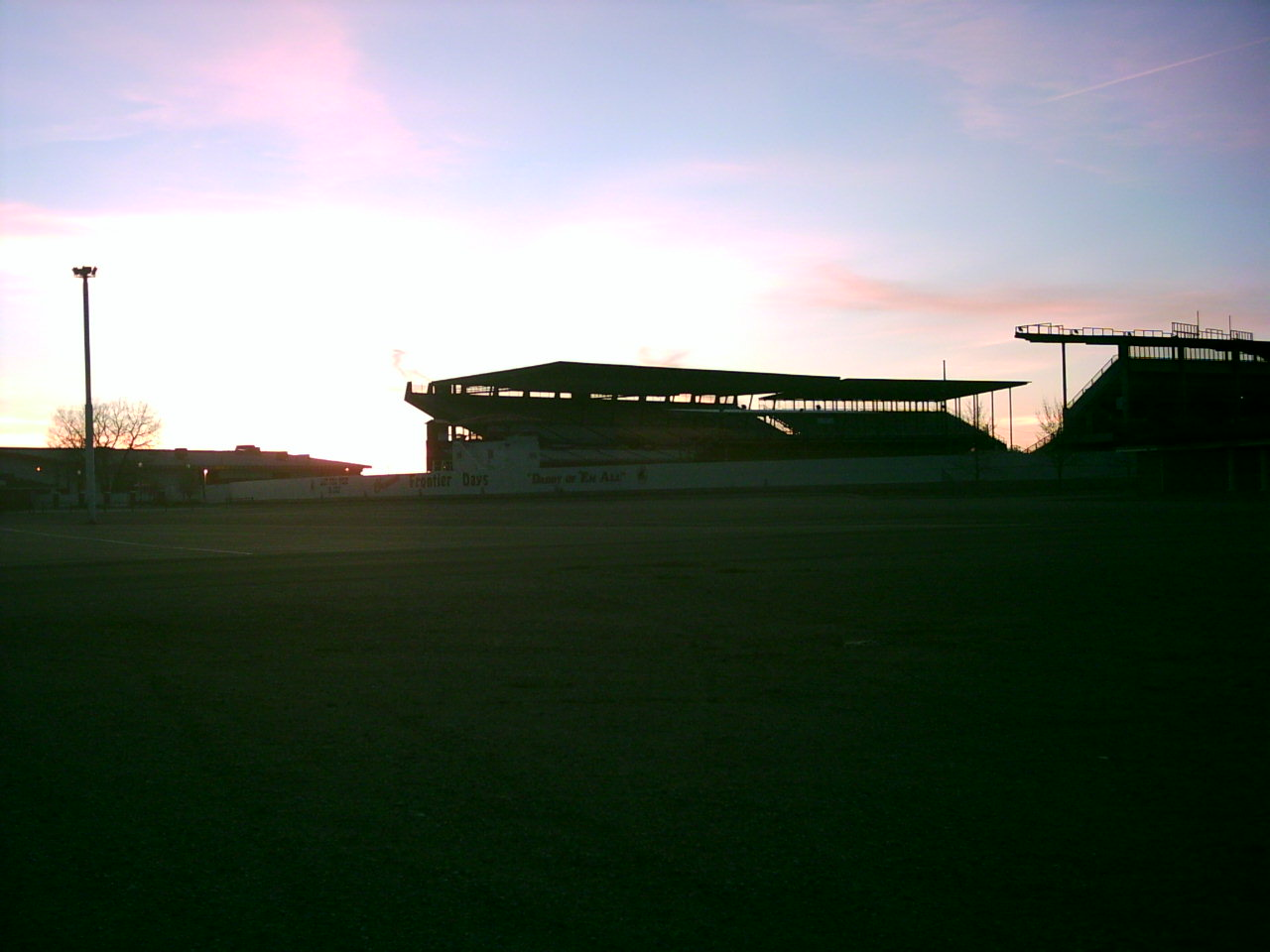
L'Arena dei Rodeo a Cheyenne.

I Cheyenne Frontier Days, soprannominati The Daddy of'em All (il padre di tutti loro), sono una festa annuale che festeggia l'eredità della frontiera . La festa ha luogo nella città di Cheyenne, la capitale dello Stato del Wyoming, ogni estate.

## Storia
Si tratta di un evento che vuole rievocare l'epopea della frontiera dell'ovest con attività che ricordano la colonizzazione di quelle terre.
L'evento è molto noto e richiama visitatori da diverse parti del mondo nel corso della manifestazione. La città prepara una grande festa con diversi eventi, della durata di dieci giorni, che si svolgono nell'ultima settimana di luglio.
L'elemento principale della festa è il rodeo, classica manifestazione di bravura e perizia per i cowboy dell'ovest.
Le specialità del rodeo sono:
- Bareback riding - monta a cavallo senza la sella, o a pelo, come facevano i nativi americani;
- Bull riding - cavalcare un toro senza sella;
- Saddle bronc riding - cavalcare un cavallo sellato;

In tutte queste prove l'obiettivo è rimanere in sella almeno per otto secondi senza essere disarcionati.
Altre prove sono anche:
- Rope - cattura di giovani tori con il lazo;
- Barrel racing - compiere un certo numero di giri a cavallo intorno a tre barili.

Quest'ultima gara è riservata esclusivamente alle donne mentre le prime quattro sono riservate esclusivamente agli uomini.
Per il resto esistono molte manifestazioni collaterali che vanno dalle sfilate di bande e majorettes a esposizioni di auto antiche a grigliate all'aperto che coinvolgono gli abitanti del luogo ed i turisti intervenuti.
Tutte le sere viene poi organizzato un concerto di musica country per allietare il pubblico presente in città, anche se negli ultimi anni si esibiscono anche artisti di altri generi musicali.
Oltre che a dette manifestazioni, esistono altre possibilità di trascorrere il tempo. Interessante la visita del Museo dedicato alla storia di Cheyenne, situato nelle vicinanze dell'Arena in cui si svolgono i rodeo.
Nella stessa zona esiste l'Indian Village, una ricostruzione di quello che era un villaggio di nativi americani, che illustra il modo di vivere degli indiani d'America.